# 数珠

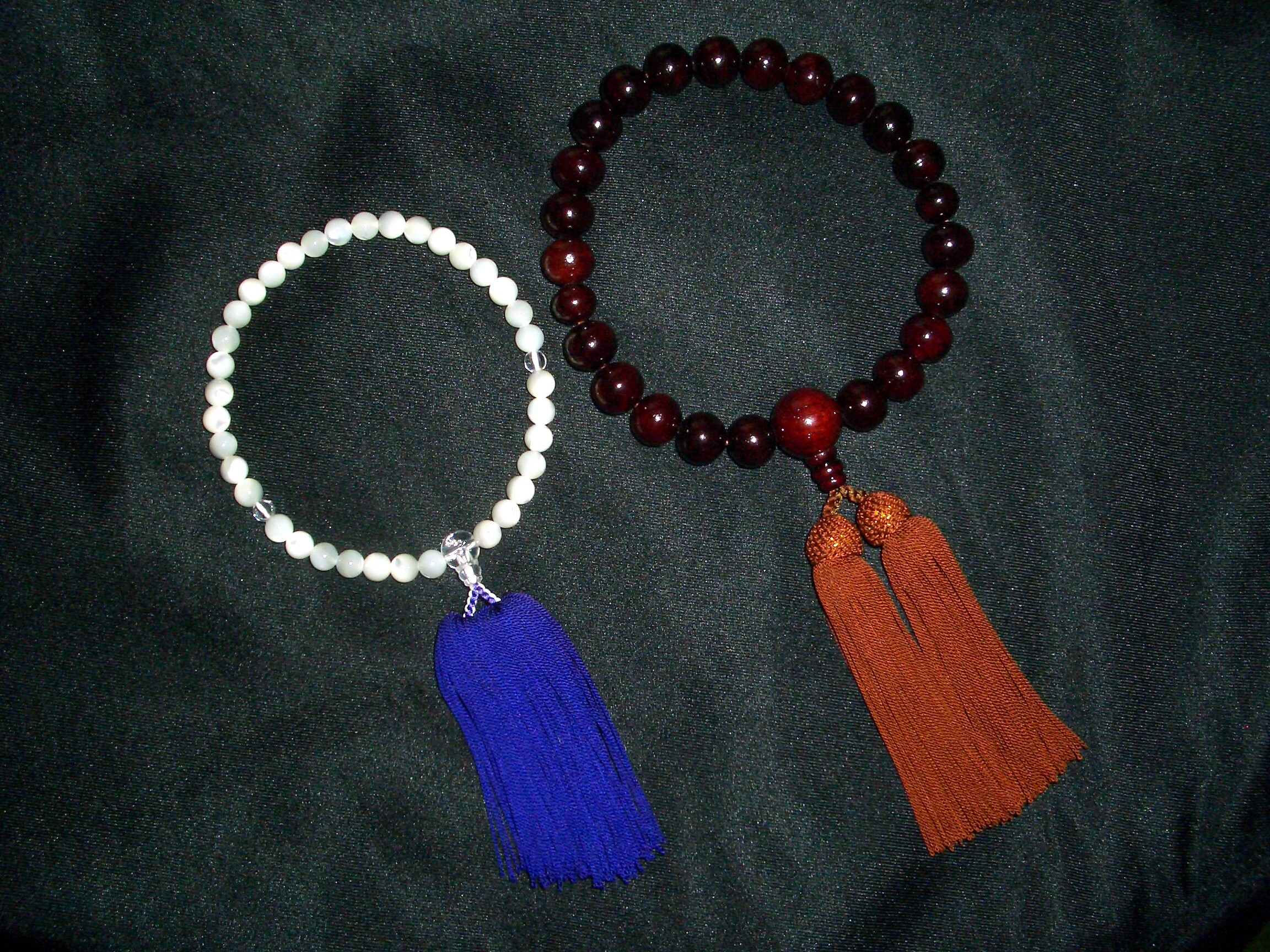
数珠
左・女性用片手数珠
右・男性用片手数珠

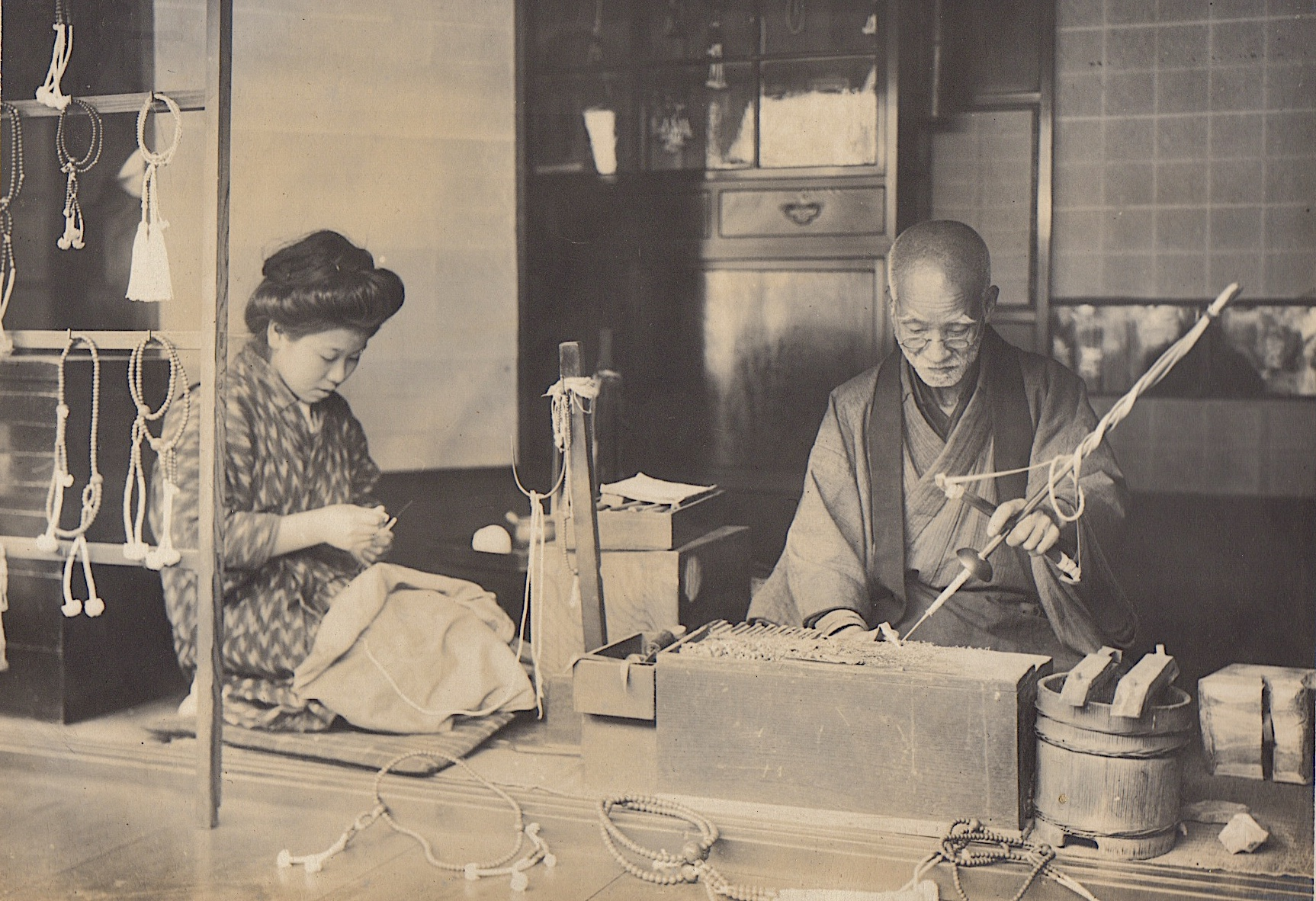
数珠作りの様子（1914年）

数珠（じゅず、ずず）は、穴が貫通した多くの小さい珠に糸を通し輪にした法具である。珠の数は108珠が基本である。各宗派の本式数珠以外だと数に決まりはない。（#形状・名称を参照のこと。）形状は、各宗派の本式念数珠だと厳密な決まりがある。
仏を念ずる時に用いる珠との意味から「念珠」（ねんじゅ）とも呼ばれる。字の前後を入れ替えて「珠数」と書く場合もある。

## 概説
仏・菩薩を礼拝する際に手にかけて用いる。真言・念仏の回数を数えるのに珠を爪繰（つまぐ）ったり、摺り鳴らして用いる場合がある。浄土真宗の場合は、念仏の回数を問題にしないため爪繰らない。摺り鳴らすこともせず、仏前での崇敬の念の表れとして用いる。
起源は諸説あるが、古代インドのバラモン教で用いられていた道具を原型とするとされる。それが、釈尊により用いられ、後に中国に伝わる。そして仏教伝来とともに飛鳥時代には日本に伝わったとされる。鎌倉時代に入り、浄土教が流行し称名念仏が盛んになるとともに一般にも普及する。
最近では腕輪念珠（腕珠）と呼ばれる、数珠を小型化し中糸をゴムなどにして腕に着けられるようにしたブレスレット的な数珠がある。
数を数えるという点では数取器でもあり、歩測に用いれば測量器具ともいえる。
他宗教でも、例えばキリスト教のカトリックなどではロザリオが数珠と同様の使途に用いられる。外観も似ていることからキリスト教圏において、数珠は「仏教徒のロザリオ」と呼ばれることがある。

### 梵名
梵名はアクシャ・マーラー(sa:अक्षमाला IAST:akṣamālā)といい、『陀羅尼集経』巻四に用例が見られる。またヒンドゥー教文献ではアクシャ(akṣa)、アクシャ・スートラ(akṣasūtra)、ジャパ・マーラー(japamālā)、アクシャ・ヴァラヤ(akṣavalaya)などと呼ばれる。あるいは単にマーラー(mālā)やスートラ(sūtra)とも略称される。
アクシャとは物をまっすぐ貫くものの意味で、梵語では車軸や心棒などもこう呼ぶ。ジャパとは祈りの言葉を囁いたり呟いたりする事の意味で、これが神仏の名や真言陀羅尼を唱える時に使う道具である事を示す。マーラーとは物を糸で繋いで連ねたものを指す言葉でネックレスなどもこう呼ばれる。またアクシャとは梵語の字母表の最初の文字aと最後の文字kSaを合わせた単語でもあって、言葉のすべてを象徴し、ヒンドゥー教では50珠を連ねた数珠が通例である。

## 作法

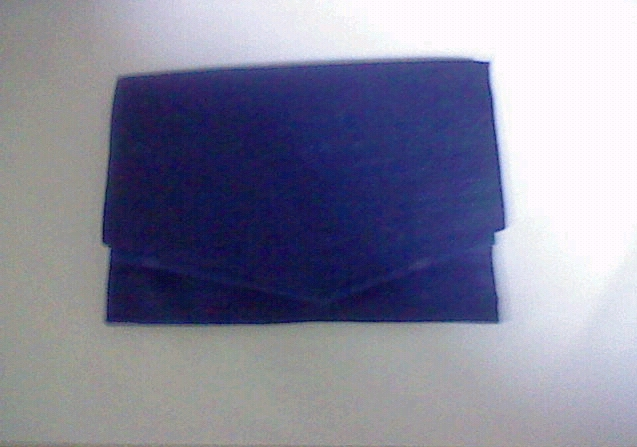
紫色の数珠袋

数珠の用い方
宗旨により異なる場合あるが、一般に仏事・法要の際に、仏・菩薩・物故者の霊位などに礼拝するときに、合掌した手にかける。
本式念珠の合掌時の掛け方は、宗旨によって異なるので注意を要す。
また合掌時以外に持つ際は、房を下に垂らし左手に持つか、左の手首に下げる。
僧が手ではなく首にかけて用いる場合もあるが、（切腹する際の武士が首から数珠をかけていた故事に基づいて功徳が積めないという意から）首から数珠をかけないほうが良いとする宗派（特に真言系の宗派では厳しく諭される）もある。
数珠を取扱う上での注意
法具なので大切に取扱い、携帯時には、鞄などに直に入れず、数珠袋（念珠袋）など専用の袋に入れる。
一時的に置く際は、袱紗などの上に置き、畳の上や机の上などに直に置いてはならない。

## 形状・名称

### 種類

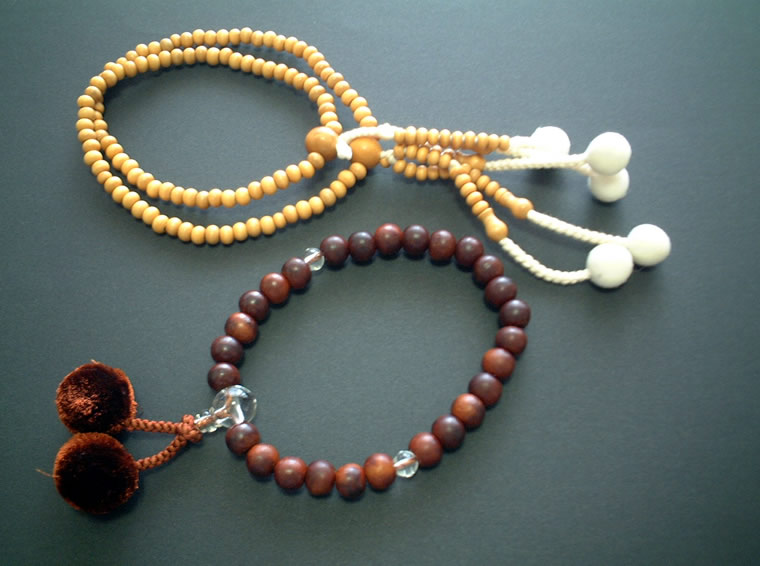
日蓮宗用本連数珠（上）
片手数珠（下）

本連数珠
基本である「主珠」（おもだま）（後述）が108珠ある数珠は、「本連数珠（念珠）」と呼ばれる。「二連数珠（念珠）」・「二輪数珠（念珠）」とも呼ばれる。一般には二重にして使用する。
「本連数珠（念珠）」は、宗旨・宗派により形状・持ち方に決まりがあるので注意を要する。（詳細は、#各宗派用の本式数珠を参照。）
片手数珠
「片手数珠（念珠）」または「略式数珠（念珠）」と呼ばれる数珠は、主珠の数を簡略化した数珠の事である。
主珠の数は、108珠の半数の「54珠」、三分一の「36珠」、四分の一の「27珠」、六分の一の「18珠」がある。
また最近では、伝統的な数にこだわらず、仕上がりの輪の大きさ（手の大きさ）に合わせて22珠や25珠などで制作したものがある。
その他
浄土宗・時宗用の正式念珠は、「三万浄土」・「八寸浄土」（「八寸六万浄土」）と呼ばれる独特の形状のものを用いる。
1080珠ある大型の数珠は「百万遍念珠」と呼ばれ、百万遍念仏という仏事に用いられる。

### 珠の数
数珠の珠の数については、『木槵子経』などの経典に説かれている。珠の数については108珠を基本とし、さらに1080、54、42、27、21、14のものが説かれている。
またこれらの数字は、百八煩悩あるいは金剛界百八尊、五十四位、四十二位、十八学人と九無学、二十七聖賢、二十一位、観音十四無畏などを象徴するものとして意味づけられている。

### 珠の名称
本連数珠の場合、一番大きい珠（1珠ないし2珠）の事を「親珠」（おやだま）または「母珠」（もしゅ）と呼び、輪を主に構成する108珠ある珠の事を「主珠」（おもだま）と呼ぶ。主珠の間に挟まれている、主珠より小さい四つの珠の事を「四天珠」（してんだま）と呼ぶ。その他に、房の部分に「弟子球」（でしだま、「記子」〈きこ〉）とも、「浄名」（じょうみょう）、「つゆ」、「副珠」と呼ばれる珠がある。〔宗旨により用いられる珠に違いがあるため、詳細は後述。〕
片手数珠の場合は、親珠が一珠のみで、親珠と房の間に「ぼさ」（菩薩）と呼ばれる管状の珠が入る。輪を主に構成する多数の珠は、二重数珠と同じく「主珠」と呼ぶ。主珠より小さい二つの珠の事を「二天珠」（にてんだま）と呼ぶ。
名称には、「珠」の字以外にも「玉」の字も用いられる。本文では、「珠」で統一する事にする。

### 珠の形状
数珠の珠の形状は、概ね以下の3種類に分けられる。
丸珠
一番に多く見られる、球形の珠。
珠に「羅漢彫」など彫刻を施したものや、本水晶などを多面体にカットしたものもある。
みかん珠
丸珠に比べ数珠に仕立てたときに、輪の大きさに対し珠を大きくすることができるため、肉厚で重厚な仕立てにできる。
真言・念仏の回数を数えるときに珠を爪繰りやすい利点がある。
平珠（そろばん珠）
みかん珠をより扁平にした珠。天台宗で主に使われる珠であるが、他の宗旨でも用いる。日蓮宗では用いない。そろばん珠とも呼ばれる。

### 珠の材質
数珠の珠は、古い文献には七宝が良いとされるが、現在では菩提樹など様々な材質が用いられる。珠の材料により、価格には大きな差がある。本水晶（玻璃）や珊瑚など明るい色合いのものは女性に好まれる。
高級な数珠用の素材としては、針入り水晶（ルチルクォーツ）、本翡翠（ビルマ翡翠）、象牙、ラピスラズリ（瑠璃）、天竺菩提樹・沈香などが用いられる。安価な数珠用には、石や珊瑚に似せたガラスや樹脂製の珠も用いられている。
宗旨・宗派により、材質や色、房の形に決まりがある場合があるので注意が必要である。
宝石
- 七宝[注 2]

「瑠璃」（ラピスラズリ）・「玻璃」（本水晶）・「硨磲」・「珊瑚」・「瑪瑙」（アゲート・オニキス）・「真珠」
七宝のうち「金」と「銀」は、天珠などに用いられる場合が多い。
その他の宝石・貴石
「翡翠」（本翡翠・ビルマ翡翠）・「ルチルクォーツ」（針水晶）・色付き水晶（「紫水晶」・「茶水晶」など）・「トルマリン」・「虎目石」・「琥珀」など
鉱石
「マラカイト」（孔雀石）・「アベンチュリン」（インド翡翠）など
木
- 木材

柘植、檜、正梅など
- 唐木

黒檀、紫檀、鉄刀木（たがやさん）
- 香木

沈香、白檀
果実
- 菩提樹

天竺菩提樹、蓮華菩提樹、星月菩提樹、金剛菩提樹、鳳眼菩提樹、龍眼菩提樹、虎眼菩提樹など
- その他の果実

栴檀
ジュズダマ
モクゲンジまたはムクロジ
その他
- 天然素材

象牙
- 人工素材

ガラス、セルロイドなど

#### 材質別の注意点
虫害
「天竺菩提樹」など、虫害に弱い珠は桐箱に入れて保管するか、防虫剤（防虫香）を併用する。
柔らかい材質の珠
「珊瑚」・「真珠」など傷つきやすい柔らかい素材の珠は、特に扱いを気をつける。
汗に弱い材質
「ラピスラズリ」・「赤珊瑚」・「真珠」・「マラカイト」などの珠は、汗に弱いので保管するときは、柔らかい布などで拭取ってから桐箱などに入れて保管する。

### 数珠の中糸・房
材質
正絹
人絹・ポリエステル
房の形状
房の形は様々な形があり、下記は代表的な形の名称。また、職人によって更に細かい種類がある。
- 頭付房 - 頭付きの撚り房
- 切房
- 新松房 - 頭無しの撚り房
- 四ツ目紐房
- 菊房 - 梵天房とも
- 利休房 - 手毬房とも

## 各宗派用の本式数珠
注意
以下は一般的な在家用の本式数珠のおおまかな説明である。実際の購入・使用に際しては菩提寺、所属宗派の本山などに確認をするか、専門店で相談するべきである。

### 天台宗用
天台宗用本式数珠は、輪の部分に主珠を108珠・親珠を1珠・四天珠を4珠を用いる。
珠の配置は、親珠1珠→主珠7珠→四天珠1珠→主珠14珠→四天珠1珠→主珠66珠→四天珠1珠→主珠14珠→四天珠1珠→主珠7珠で一周して輪になる。
親珠の下の房の結び目には、「浄名」と呼ばれる小珠が一珠付く。浄名の下には2本の房が付く。房の形は、いろいろな形が用いられる。（菊房や利休房（蹴鞠房）を用いる事が多い。）
房には弟子珠が付く。弟子珠の形は、片方の房は丸珠が10珠。もう片方には、平珠が20珠と特徴がある。それぞれの弟子珠の先に「つゆ」と呼ばれる涙型の珠が付く。
天台宗の数珠の特徴は、主珠に平珠（そろばん珠）と呼ばれる扁平の珠が用いられる事である。

### 真言宗用
真言宗用の本式数珠は、輪の部分に主珠を108珠・親珠を2珠・四天珠を4珠を用いる。
珠の配置は、親珠1珠→主珠7珠→四天珠1珠→主珠14珠→四天珠1珠→主珠33珠→親珠1珠→主珠33珠→四天珠1珠→主珠14珠→四天珠1珠→主珠7珠で一周して輪になる。
四天珠に近い側の親珠に付く房の結び目にのみ、「浄名」が一珠付く。
2つの親珠には、房が2本ずつ付く（計4本）。房の形は、いろいろな形が用いられる。菊房や利休房〈蹴鞠房〉を用いる場合が多い。各房に弟子珠が5珠と「つゆ」が1珠付く。（弟子珠・計20珠、つゆ・計4珠）
また女性用の八寸の真言宗用の本連は八宗用念珠と呼ばれて販売され、宗派を問わず用いる事ができるとされている。
持ち方は（中院流の場合）右手の中指に母珠を掛け、左手の人指し指に緒留を掛ける。そのときに、念珠の輪の形がX（エックス）の形になるように1回だけねじる。合掌するときに、両方の房を手のひらの中に入れる。そして、左手を上にしてふせて、右手を下にして、仰げて軽く2～3度すり合わせ、右手を手前にして引いて止める。数珠を一双(いっそう)（一つの輪）にして持つときは、左手首へ掛けるが、その時には、母珠が左手首の上になるように掛ける。数珠を一双に持つと、両手が使えるので経本を手に持ちながら、読経をすることが出来る。在家（壇信徒）が中院流の持ち方をしても差支えはない。
真言宗の僧侶用数珠の仕様の一例を挙げれば、108珠・貫線を赤色・房を白色にする。貫線を赤色にする理由については、さまざまな説があり、定説はない。数珠には命（魂）が宿っているものと見なし、貫線を血管、血液に見立てている説などがある。数珠の仕様は真言宗では事相（真言密教の儀礼・作法）の分野に入る。なお僧侶用の数珠（108珠で貫線が赤色・房を白色）を在家（壇信徒）が使っても特に差し支えはないとされる。
また真言宗には「五大力念珠」（ごだいりきねんじゅ）というものもある。これは醍醐山伝法学院長・服部如実が感得して作らせた念珠である。真言宗108珠の念珠であるが、2種類の材質の珠を用い、房を5色の紐（ひも）にしているが特徴。醍醐寺において授与品として販売されている。

### 浄土宗・時宗用

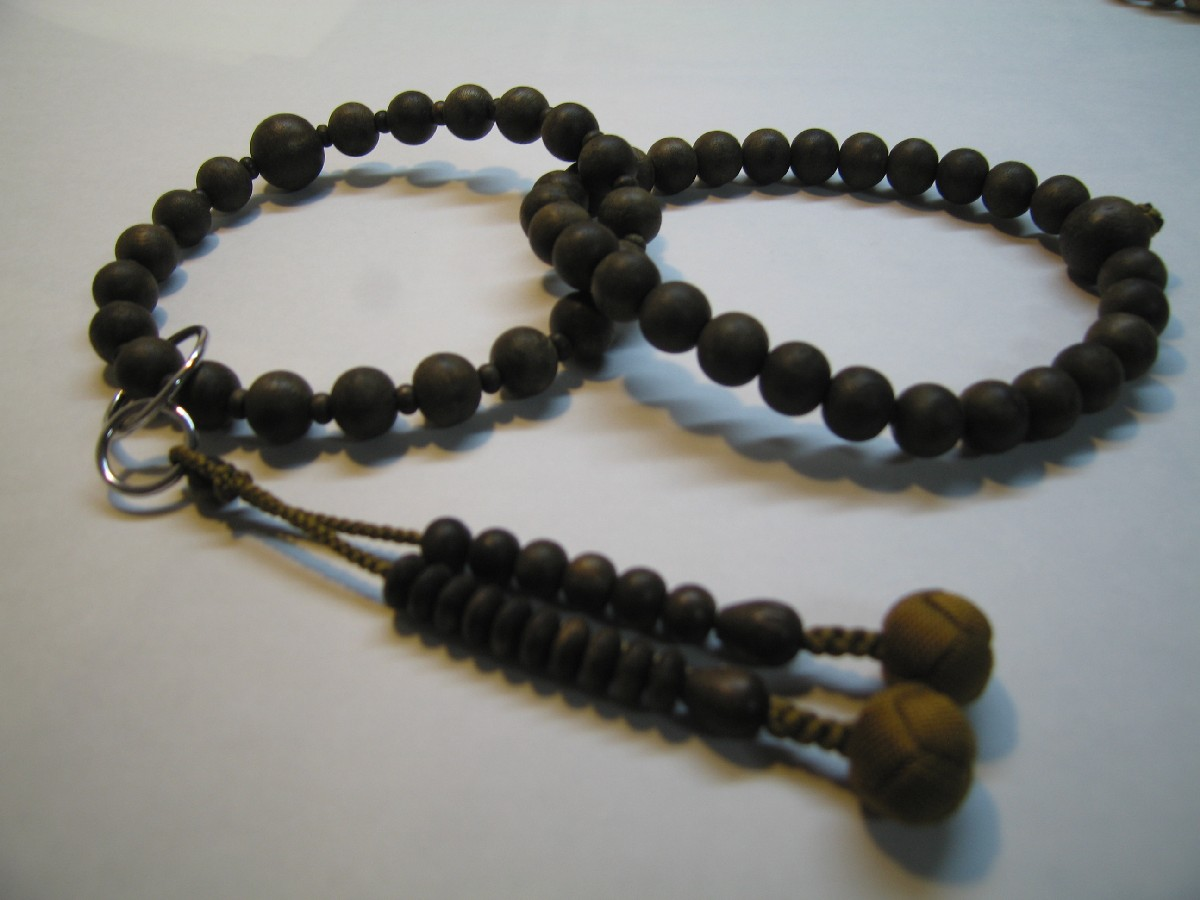
浄土宗用「三万浄土念珠」
（男性用）

浄土宗では、本式念珠を用いるのが好ましいとされる。
浄土宗・時宗用の本式数珠は、二つの数珠を交差させたような独特の形状を持つ。
二つの輪には、それぞれに「親珠」がある。その片方の輪（写真：左側の輪）にのみ「副珠」と呼ばれる小粒の珠が、「主珠」と交互に入る。男性用と女性用では「主珠」・「副珠」の数が異なる。男性用は「三万浄土」（「三万繰」）と呼ばれ、片方の輪の「主珠」が27珠。もう片方は、「主珠」20珠に「副珠」21珠が交互に入る。女性用は「八寸浄土」（「八寸六万浄土」・「六万繰」）と呼ばれ、片方の輪が「主珠」40珠。もう片方は、「主珠」27珠・「副珠」28珠が交互に入る。「主珠」・「副珠」の数以外の形状・構成は、男性用・女性用ともに同じである。
房は親珠には付けず、「副珠」がある方の輪に金属製の二連の丸環を付け、その環に2房付けられる。房の形は、菊房（梵天房）や利休房（手毬房）が主に用いられる。房の結び目に「浄名」が1珠付く。房には「弟子珠」が付く。片側は丸珠の「弟子珠」が6珠。もう片方は、平珠の「弟子珠」が10珠付く。弟子珠の先に「つゆ」が一つずつ付く。
念仏を唱える際に「副珠」以外のすべての珠を使って繰ると、男性用は27×20×6×10＝32,400遍唱えられ、女性用は40×27×6×10＝64,800遍唱えられる。そのため「三万繰」・「六万繰」などと呼ばれる。
その他には、「百八浄土」と呼ばれる念珠、携帯用の36珠の念珠、僧侶が儀式に用いる「荘厳数珠」、1080珠の「百万遍念珠」などがある。「三万浄土」・「六万浄土」・「百八浄土」は、「日課数珠」とも呼ばれる。

### 浄土真宗用
浄土真宗では、称えた念仏の数にこだわらないため、念珠の珠を爪繰らない。そのため珠の数に決まりは無い。形状にはこだわらないが、合掌礼拝の際に用いる法具として大切にする。

#### 男性門徒用
浄土真宗の男性門徒

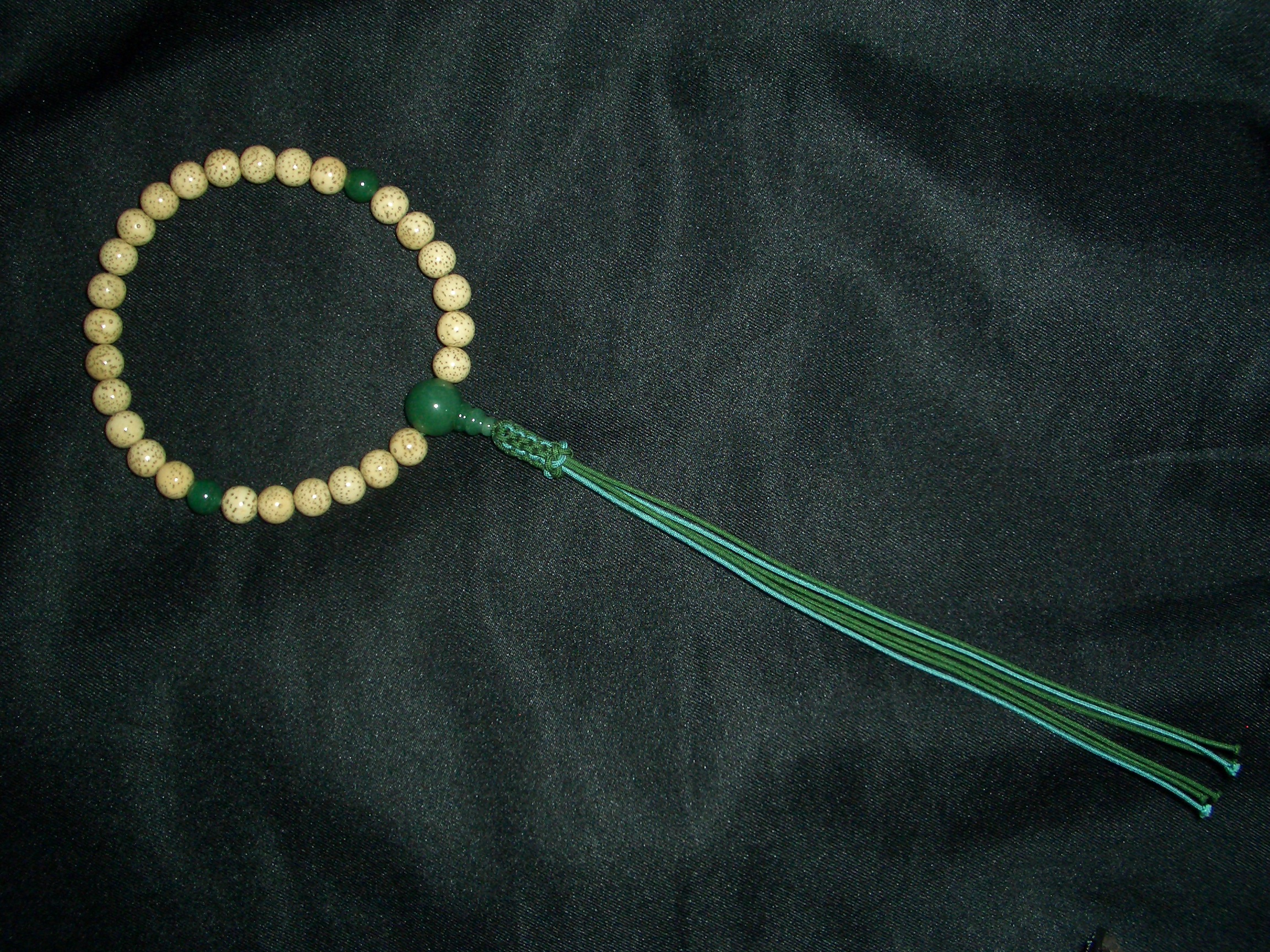
片手念珠・紐房
星月菩提樹27珠
（浄土真宗・男性門徒向き）

用本式数珠は、片手念珠を用いる。男性門徒は、本連念珠を用いないのが一般的である。
片手念珠の房は、「紐房」に仕立てたものを用いるのが好ましいとされる。｢小念珠｣と呼ばれる僧侶用の略式念珠と同形のものである。
珠の数・材質に決まりは無く、輪の大きさ・主珠の大きさで決められる。主珠が丸珠・みかん珠などの場合は、18〜27珠の念珠が多く用いられる。平珠を用いた54珠の念珠も用いられる。
男性用サイズの尺二寸以上の大型で、長房の本連念珠が販売されているが、本来は僧侶用本連念珠である。

#### 女性門徒用

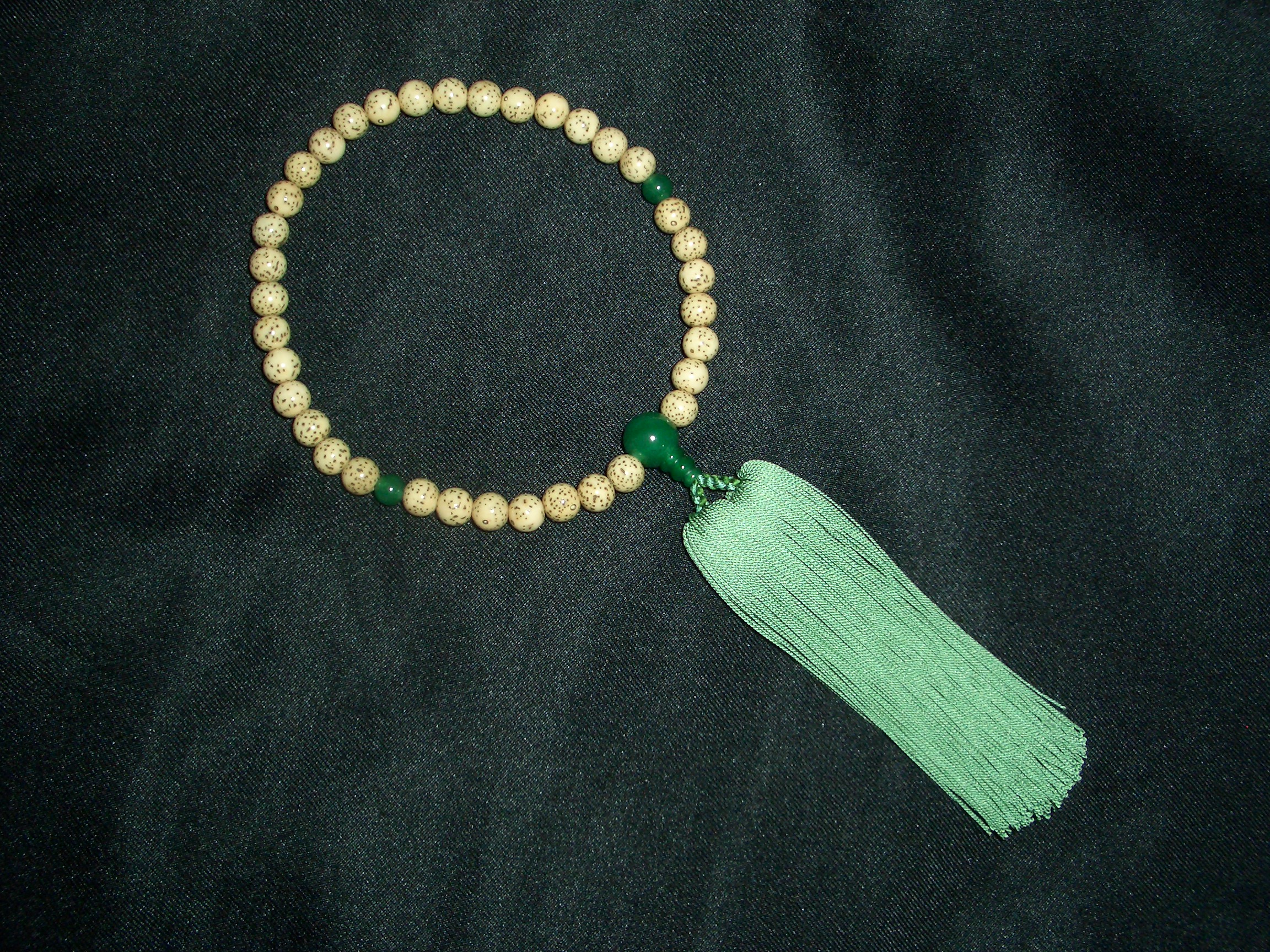
片手念珠・新松房
星月菩提樹36珠
（浄土真宗・女性門徒向き）

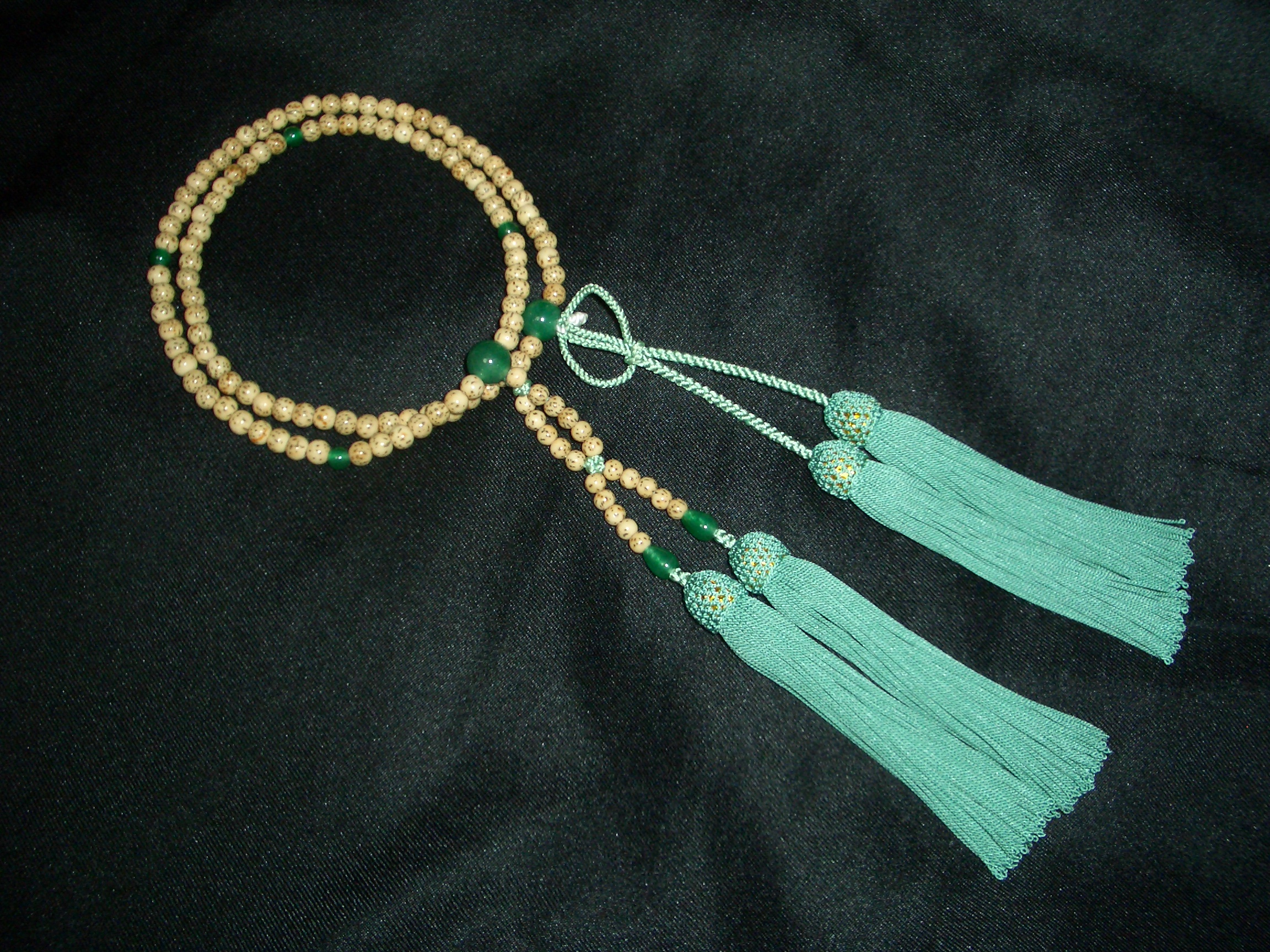
浄土真宗用「八寸門徒」
（女性用）
右側の親珠にある結び目が「蓮如結び」

本願寺派（お西）の女性門徒は、片手念珠を用いるのが好ましいとされる。本願寺派の場合は、女性も本連念珠を用いない事を勧められる場合が多い。
本願寺派の女性門徒用片手念珠の房は、「切房」を用いるのが好ましいとされる。また、耐久性に難のある切房に変わる「新松房」（頭無しの撚房）・「頭付撚房」でも構わない。男性用と同様に珠の数・材質に決まりは無く、輪の大きさ・主珠の大きさで決められ、36珠前後のものが多く用いられる。
大谷派（お東）の女性門徒は、片手念珠や、本連念珠である「八寸門徒」を用いる。「八寸門徒」を用いる際は、後述の様に独特の持ち方をする。
大谷派の女性門徒用片手念珠の房は、「切房」を用いるのが好ましいとされ、切房より耐久性のある「新松房」も用いられる。珠の数・材質については、本願寺派と同様である。
八寸門徒
浄土真宗における女性用本連念珠は、「八寸門徒」と呼ばれる。輪の部分に主珠を108珠・親珠を2珠・四天珠を4珠を用いる。
珠の配置は、親珠1珠→主珠7珠→四天珠1珠→主珠14珠→四天珠1珠→主珠33珠→親珠1珠→主珠33珠→四天珠1珠→主珠14珠→四天珠1珠→主珠7珠で一周して輪になる。
房に特徴があり、数取りが出来ない様に本願寺第八世 蓮如が考案したとされる独特な結び方「蓮如結び」を施す。四天珠がある側の親珠に付く房は、浄名が一つ、弟子珠は親珠から5珠目ずつの所で結ばれその先に5珠ずつ付く。弟子珠の先には、それぞれ「つゆ」が一つ付く。つまり弟子珠をX型に上に詰めて動かないようしてある。反対側の親珠に付く房は、「蓮如結び」を施す。その先には、弟子珠・「つゆ」を入れずに房を付ける。
房の形は、頭付撚房をつける場合が多い。ちなみに大谷派の場合、仏前結婚式を挙げた際に本山より授与される記念念珠は、女性には本連念珠が贈られることが多い。
本連念珠の合掌時の持ち方は、大谷派の場合、二重にして輪を作りその輪に両手を入れ合掌する。その際に、2つの親珠を親指の所で挟む。親玉の挟み方は、弟子珠がある方の親珠を指先側に、蓮如結びがある方の親珠を手前側にする。4つの房を合掌した手の左側に垂らす。この持ち方は、大谷派の僧侶用本連念珠の持ち方と同様の作法である。
本願寺派の場合は、二重にして輪を作り、その輪に両手を入れ合掌し、房は下に垂らす。

#### 僧侶用本連念珠
僧侶用本連念珠は、装束作法に厳密な規定があり、袈裟や衣などに対応した念珠を用いる。主に以下に挙げるものがある。
- 本装束念珠 - すべての珠を白水晶で仕立て大長房（切房）をつけた本連念珠。
- 半装束念珠 - 主珠（子珠）の半数を白水晶と黒檀で仕立て大長房をつけた本連念珠。主珠以外は、一般に白水晶を用いる。
- 木念珠 - 大谷派僧侶用。主珠を黒檀で仕立て長房をつけた本連念珠。主珠以外は、一般に白水晶を用いる。「晨朝用念珠」ともいう。
- 安静形念珠 - 大谷派僧侶用で「あんじょうがた」と読む。「木念珠」を小型化した本連念珠。
- 苧総念珠 - 大谷派僧侶用で「おぶさ」と読む。「木念珠」の形で房を麻緒で仕立てた喪服[注 9]着用の際に用いる。
- その他 - 得度式の際に用いる「得度念珠」や、正式な僧侶用本連念珠ではないが「木念珠」の形で房を長紐房に仕立てた「布教念珠」がある。

### 臨済宗用

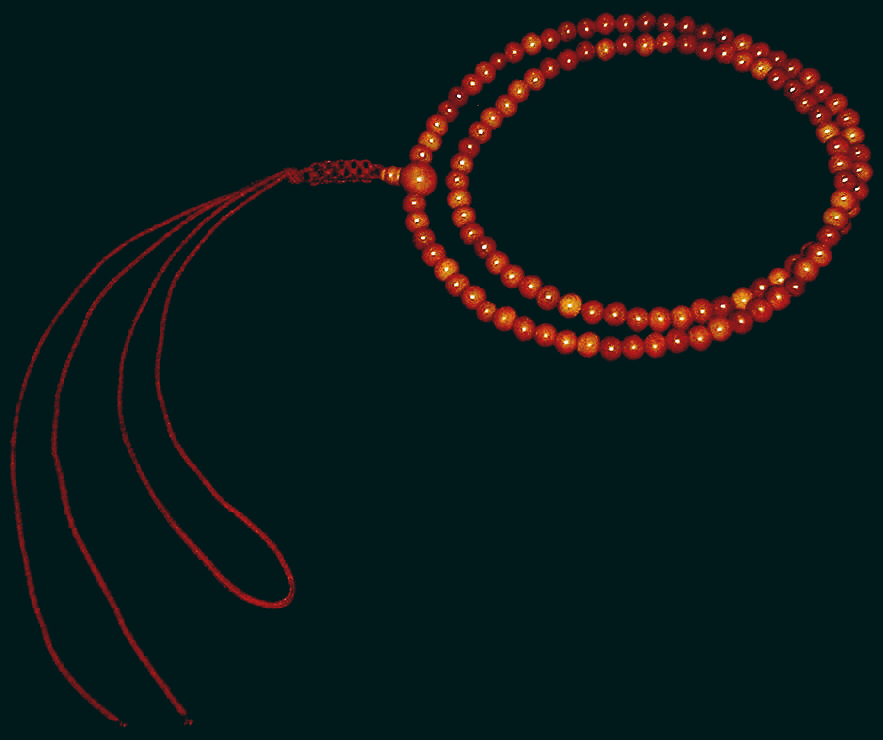
臨済宗用本連数珠

臨済宗用の本式数珠は、輪の部分に主珠108珠・親珠1珠・四天珠4珠を用いる。
珠の配置は、親珠1珠→主珠7珠→四天珠1珠→主珠14珠→四天珠1珠→主珠66→四天珠1→主珠14→四天珠1→主珠7で一周して輪となり、天台宗用の数珠と同様の配置である。ただし、主珠の形は丸珠。親珠の下に「ぼさ」が付く。浄名・弟子珠は無い。房の形は紐房が多いが、切房なども用いられる。
持ち方は、二重にして房が下になるようにし、その輪の中に左手の人指し指～小指の四指を入れてそのまま輪の片側を握る。親指は上から人指し指の側面に当てて数珠を押さえる。合唱の時には輪に四指をいれて人指し指と親指の間の股に掛け、そのまま右掌を合わせ、数珠の片側を両手ではさむように合掌する。

### 曹洞宗用
曹洞宗用の本式数珠は、輪の部分に主珠108珠・親珠2珠・四天珠4珠を用いる。
珠の配置は、親玉1珠→主珠18珠→四天珠1珠→主珠18珠→四天珠1珠→主珠18珠→親珠1珠→主珠18珠→四天珠1珠→主珠18珠→四天珠1珠→主珠18珠で一周して輪になる。
房の形は臨済宗と同様である。房は片方の親珠にのみ「ぼさ」とともに付く。房の付く方の親珠の方が、付かない親珠（向珠）より若干大きい。
臨済宗の数珠に似ているが、曹洞宗の数珠は「百八環金」と呼ばれる金属製の環が通してある事が特徴である。高級な数珠には、銀製の「百八環金」を用いることもある。

### 日蓮宗用

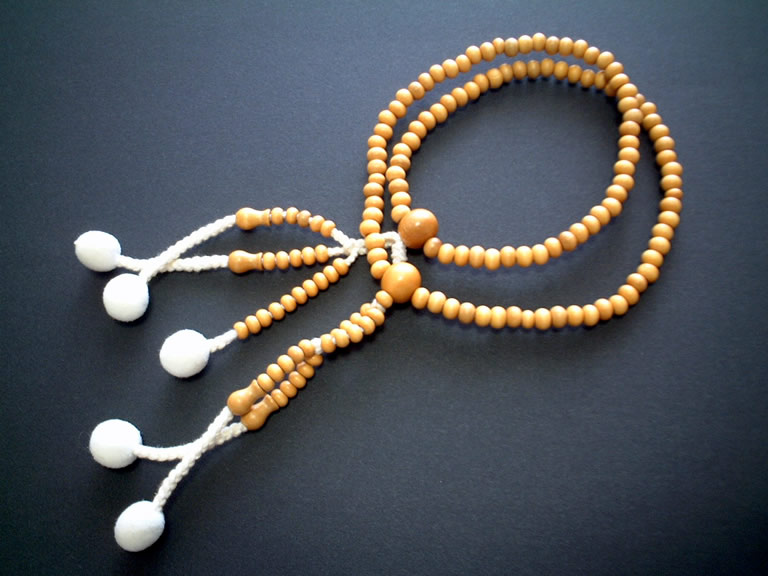
日蓮宗用本式数珠
「数取」と呼ばれる房が付く。
（画像中央の短い房）

日蓮宗の場合、在家信者も片手念珠を用いずに、必ず本式念珠を用いるとしている。
日蓮宗用の本式数珠は、輪の部分に主珠を108珠・親珠を2珠・四天珠を4珠を用いる。
珠の配置は、親珠1珠→主珠7珠→四天珠1珠→主珠14珠→四天珠1珠→主珠33珠→親珠1珠→主珠33珠→四天珠1珠→主珠14珠→四天珠1珠→主珠7珠で一周して輪になる。
房に特徴があり、親珠から出る房の形が対称では無い。
四天珠がある側（右手の中指に掛ける側）の親珠〔浄名珠とも〕に付く房は2本で、浄名が一つ、弟子珠は親珠から5珠目ずつの所で結ばれその先に5珠ずつ付く。それぞれの弟子珠先にはに「つゆ」が付く。
四天珠が無い側（左手の中指に掛ける側）の親珠〔緒留とも〕に付く房は3本で、親珠の下に結び目がある。3本の内の2本は、弟子珠がそれぞれ5珠ずつ付き。「つゆ」もそれぞれに付く。残りの一本は、『数取』と呼ばれ他の2本より長さが短く、弟子珠が10珠付く。『数取』には「つゆ」が付かない。
補足
上記は、主に在家用の数珠についてである。僧侶用は、装束などにより細かい規定があり、この限りではない。
宗旨・宗派によっても、数珠の仕様に細かな点で違いがある。
地方によっては、珠や房の色に決まりがある。（葬儀には、主珠（白又は透明）・房（白色）、法要には、主珠（色のある物）・房（色房）など）

### 創価学会用
創価学会の場合、創価学会会員及び信仰者は、本式念珠を用いる。
日蓮宗同様、輪の部分に主珠を108珠・親珠を2珠・四天珠を4珠用いるが、親珠の呼称が異なり、房が2本の方を父珠（ちちだま）、房が3本の方を母珠（ははだま）と呼ぶ。
念珠のかけ方ついて特に決まりはないが、一般的には母珠側を右手中指に、父珠側を左手中指にかけ、真ん中でよじって用いる。
四天珠は四菩薩、すなわち上行菩薩・無辺行菩薩・浄行菩薩・安立行菩薩を表しているというのは、創価学会では無く、日蓮正宗に伝わる解釈である。

## 数珠のオーダーメイド
念珠専門店などでは、オーダーメイドにて製作してくれる店もある。本水晶と紫水晶を用いてのグラデーションの数珠を作るなど、市販品にはない凝った物も入手できる。

## 数珠の修理について
数珠は、中糸が切れる前に修理に出す。房が痛んだ場合も、通常は交換できる。高価な数珠はもちろんの事、形見の数珠などは中糸を交換する事により永く使用することができる。天竺菩提樹や星月菩提樹（無漂白な物）などは、時間とともに飴色に変わっていき味わいが増すとされる。修理は、念珠専門店、数珠修理に対応している仏壇店などで引受けてもらえる。厄が切れるとの考えから、中糸を交換しない場合もある。 また、自然に切れた場合も、前記の理由により縁起が悪い訳では無いとされる。

## その他
- 『南総里見八犬伝』に登場する8つの霊玉は、伏姫の持っていた水晶の数珠のうち8つの大玉が飛び散った物で、残りの100個の小玉は連ねられ、ゝ大（ちゅだい。組み合わせで「犬」の字になる）法師が所持する数珠となっている。

## 注記
1. ↑  珠の数え方には、「○○珠」以外にも「○○玉」や「○○顆」と呼ぶ事がある。本文では、「珠」で統一する事にする。
2. ↑  七宝は、経典によりことなるため7種類ではない。
3. ↑  珊瑚…本珊瑚・白珊瑚・赤珊瑚・黒珊瑚など。
4. ↑  本翡翠・ビルマ翡翠…類似した石と区別するため、本翡翠・ビルマ翡翠の別名がある。
5. ↑  アベンチュリン…「インド翡翠」の名で販売されているが、翡翠ではなく翡翠に似た鉱石である。安価なわりに美しい緑色をしている上、モース硬度も7と丈夫であるため、日常に用いるのに適している素材である。
6. ↑  縞の無い物を｢真黒」（まぐろ）、縞がある物を｢縞黒檀｣と呼称する。
7. ↑  天竺菩提樹…数珠に用いられる菩提樹の中で最高級品。
8. ↑  金剛菩提樹は、小さい珠の方が高価である。
9. ↑  喪服…ここでいう「喪服」は、僧侶の装束のことで鈍色の五条袈裟・裳附・差袴・中啓を依用することをいう。